# Kazandmolen
De Kazandmolen is een stenen korenmolen in de Belgische gemeente Rumbeke, een deelgemeente van Roeselare in de provincie West-Vlaanderen. Het is de enige overgebleven molen van de vroegere 13 molens die in Rumbeke stonden. De naam is waarschijnlijk afgeleid van Caeslant, een stuk land nabij de standplaats van de molen. Gedurende zijn bestaansperiode kreeg de molen verschillende namen, afhankelijk van de eigenaar of uitbater: Metskens molen, Braemstampkot, Dumoulinsmolen, D’Hondts molen en Joyensmolen. Pas in 1936 werd de molen algemeen Kazandmolen genoemd.

## Geschiedenis
In 1773 bouwde Jacobus-Emmanuel Mattys hier een eerste houten staakmolen om olie te stampen. Het molenhuis werd in 1785 verkocht aan Hilarus Demets die de molen meer dan een halve eeuw runde en deze de naam Metskens-molen gaf. 

In 1810 brandde de molen en het molenhuis volledig af waarna de molen in 1813 met bakstenen werd herbouwd in zijn huidige vorm. Henri Dumoulin, die de molen in 1869 kocht, bouwde een hoge schoorsteen bij de molen en liet een stoommachine plaatsen. Nadat de molen in 1876 verkocht werd, lieten de nieuwe eigenaars de schoorsteen en stoommachine terug afbreken. Op 7 november 1928 werd de molen gekocht door de maatschappij "Eigen Heerd" uit Rumbeke om deze van de sloop te redden. Na herstelling werd deze verder uitgebaat door Michel Joye, de jongste zoon van de toenmalige pachter. In 1936 viel de molen stil en werd een dieselmotor geïnstalleerd in de mechanische maalderij voor het molenhuis. In 1941 kocht Michel de molen van de maatschappij op voorwaarde dat hij deze in werking zou stellen. Op 4 april 1942 werd de molen geklasseerd als beschermd monument.

Op 16 november 1954 brandde de Kazandmolen volledig uit. Van 1956 tot 1957 werd de molen heropgebouwd en in 1959 draaiden de wieken terug. Van 1982 tot 1983 werden restauratiewerken uitgevoerd aan de bakstenen romp. De laatste restauratiewerken werden uitgevoerd vanaf 2006 waarna de molen terug maalvaardig werd gemaakt en op 8 september 2007 feestelijk ingehuldigd werd.